# Catherine Deneuve
Catherine Deneuve (născută Catherine Fabienne Dorléac la n. 22 octombrie 1943, Paris, Île-de-France, Franța) este o actriță franceză de film.

## Biografie

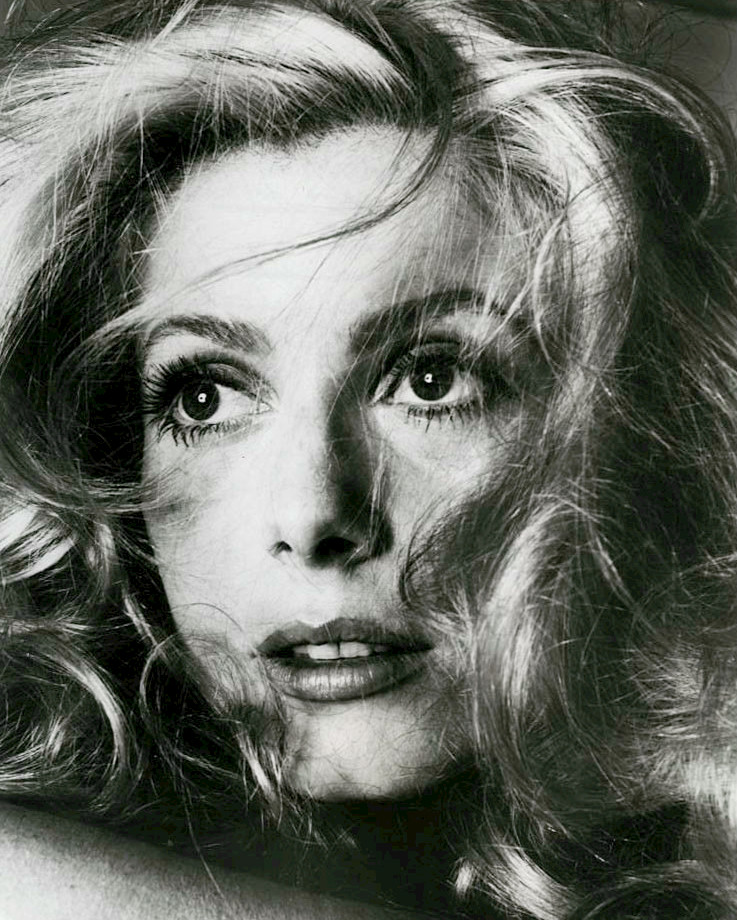
Deneuve în 1969

Una dintre cele mai respectate actrițe din industria filmului francez, Catherine Deneuve și-a câștigat reputația jucând într-o serie de filme ale renumiților regizori Luis Buñuel și Roman Polanski. Fiică actorului de teatru și film Maurice Dorleac, Deneuve s-a născut la Paris pe 22 octombrie 1943. Este sora mai mică a lui Françoise Dorléac.
A debutat în film la vârsta de 13 ani, cu un rol în filmul din 1956 Les Collegiennes și merge mai departe pentru a juca în filmele unor regizori precum Roger Vadim (cu care are un copil) înainte de marele succes cu musical-ul lui Jaques Demy, Umbrelele din Cherbourg (Les Parapluies de Cherbourg) (1964). Are o izbucnire cu două roluri in filmul lui Roman Polanski, Repulsion în 1965 și în filmul lui Bunuel din 1967 Belle de Jour. Mai târziu, în același an, dă dovada de talent în filmul lui Demy, urmat de Domnișoarele din Rochefort, în care joacă alături de sora ei Françoise Dorleac.
Catherine Deneuve a fost premiată de Academia Fanceză de Cinema pentru cea mai buna actriță în 1980 cu The Last Metro (1980) și în 1982 la același festival și aceeasi categorie a câștigat cu Place Vendome (1998). La Festivalul de Film de la Veneția în 1988 a câștigat premiul pentru cea mai buna actriță cu Place Vendome (1998) și în 1992 a fost nominalizată la Oscar pentru cea mai bună actriță cu filmul Indochine (1992).
În anul 2000, Deneuve a primit mai multa atenție din partea criticilor când a fost distribuită alături de islandeza Björk in filmul lui Lars von Trier, musical-ul Dancer in the Dark. Polarizand criticii și audiența deopotrivă, Dancer in the Dark a câștigat premiul Palme d'Or la Festivalul Internațional de Film de la Cannes; continuând tradiția lui von Trier de a crea filme dificile și provocatoare, și acesta pare a nu fi cu nimic mai prejos.
În 2013 a jucat în pelicula Elle s'en va/On My Way, regizată de Emmanuelle Bercot, care, la rândul ei a fost nominalizată la Ursul de Aur la Festivalul Internațional de Film de la Berlin.

## Filmografie
- 1962 Pariziencele (Les Parisiennes), regia Marc Allégret
- 1963 Viciul și virtutea (Le vice et la vertu), regia Roger Vadim
- 1963 Umbrelele din Cherbourg (Les parapluies de Cherbourg), regia Jacques Demy
- 1965 Repulsie (Repulsion), regia Roman Polanski
- 1964 Vânătoarea de bărbați (La Chasse à l’homme), regia Édouard Molinaro
- 1966 Creaturile (Les Créatures), Agnès Varda
- 1966 Viața la castel (La Vie de château), regia Jean-Paul Rappeneau
- 1964 Statornicia rațiunii (La costanza della ragione), regia Pasquale Festa Campanile
- 1967 Domnișoarele din Rochefort (Les demoiselles de Rochefort)
- 1967 Frumoasa zilei[10] - (Belle de jour), regia Luis Buñuel
- 1968 Mayerling, regia Terence Young
- 1970 Tristana, regia Luis Buñuel
- 1970 Piele de măgar (Peau d'âne), regia Jacques Demy
- 1972 Polițistul (Un flic), regia Jean-Pierre Melville
- 1975 Sălbaticul (Le sauvage), regia Jean-Paul Rappeneau
- 1977 Mergi sau mori (March or Die), regia Dick Richards
- 1980 Ultimul metrou (Le Dernier Métro), regia François Truffaut
- 1984 Cuvinte și muzică (Paroles et Musique), regia Élie Chouraqui
- 1987 Agentul din umbră (Agent trouble), regia Jean-Pierre Mocky
- 1988 Place Vendome, regia Nicole Garcia
- 1992 Indochina
- 2002 8 Femei (8 Femmes), regia François Ozon
- 2004 Rois et Reine (Rois et Reine), regia Arnaud Desplechin : dra. Vasset, psihiatra
- 2005 Palatul regal
- 2008 O poveste de Crăciun
- 2013 Elle s'en va/On My Way